# ريتش روبرتسون
ريتش روبرتسون (بالإنجليزية: Rich Robertson)‏ هو لاعب كرة قاعدة أمريكي، ولد في 14 أكتوبر 1944 في ألباني في الولايات المتحدة.

## وصلات خارجية
- ريتش روبرتسون على موقع دوري كرة القاعدة الرئيسي (الإنجليزية)
- ريتش روبرتسون على موقعبيزبول رفرنس.كوم (الدوري الرئيسي) (الإنجليزية)
- ريتش روبرتسون على موقعبيزبول رفرنس.كوم (الدوري الثانوي) (الإنجليزية)